# Jacques Lecomte (biologiste)
Pour les articles homonymes, voir Jacques Lecomte et Lecomte.
Jacques Marie Adolphe Antoine Lecomte, né le 28 novembre 1924 à Paris et mort le 5 août 2008 à Saint-Benoît-la-Forêt en Indre-et-Loire, est un biologiste, entomologiste et naturaliste français, pionnier de la protection de l'environnement.
Spécialiste du comportement des animaux (éthologie), il s’intéresse au lien entre la nature et la production agricole (en particulier à la pollinisation des plantes cultivées). Dès le début de sa carrière de chercheur, il attache, en précurseur, de l’importance à la biodiversité, à sa nécessaire connaissance, sauvegarde et gestion.
Fondateur de la cellule Environnement à l'INRA qu'il préside de 1985 à 1992, il fut en particulier Administrateur des parcs nationaux des Cévennes et de la Guadeloupe, Président du Comité Français du programme Man and Biosphère de l’Unesco (MAB) et du Comité permanent du Conseil National de la protection de la Nature.

## Biographie
Jacques Lecomte est le fils de Madeleine Richer de Forges et de Jean Lecomte. Il passe son enfance entre Périgueux, Sarlat, Les Andelys, Brest et Paris avec sa sœur Huguette et ses frères François et Henri, dont il est l’aîné. Il obtient son baccalauréat à Paris, puis une licence es sciences naturelles et le diplôme de l’Institut de Psychologie de Paris. Il se marie en 1949 avec Paulette Bonnet, dont il aura 13 enfants. Il entre la même année à l’Institut national de la recherche agronomique (INRA) pour préparer sa thèse d’État, au sein de la station apicole de Bures-sur-Yvette (Essonne). Il habite pendant plusieurs années sur le campus de cette station avant de s’installer à Gif-sur-Yvette (Essonne) en 1962. Il exerce dans cette commune deux mandats de conseiller municipal auprès du maire Robert Trimbach.

### Responsabilités scientifiques

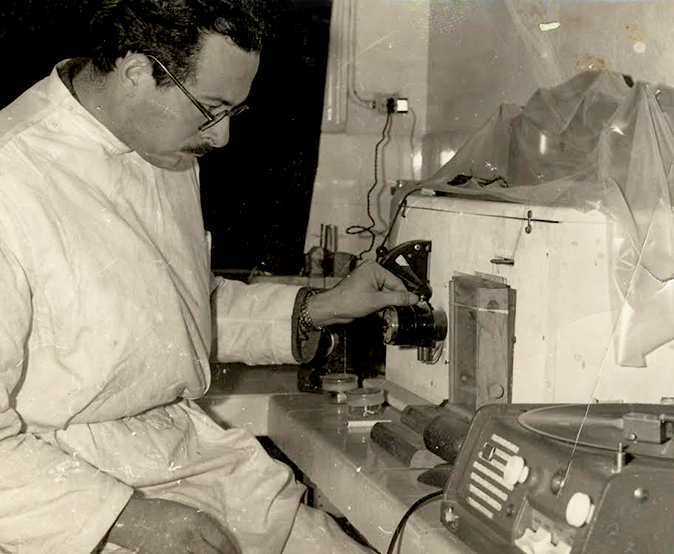
Jacques Lecomte dans son laboratoire de la station INRA de Bures-sur-Yvette en 1961.

Il dirige le laboratoire d’écologie et d’éthologie des insectes de Bures-sur-Yvette de 1971 à 1975. En 1975, il devient chef du Département d’hydrobiologie, département qu’il oriente vers une diversification des recherches plus impliquée dans les études sur la faune sauvage. En 1978, toujours sous sa direction, ce département devient celui de l’hydrobiologie, de la cynégétique et de la faune sauvage.
Jacques Lecomte est également nommé administrateur du Centre National de recherches Agronomiques de Versailles en 1974, fonction qu’il assure jusqu’en 1976.
En 1985 il devient président de la Cellule Environnement à l’INRA, jusqu’à sa retraite en 1992. Parce que « dans la relation entre l’agriculture et l’environnement, l’agriculture peut aussi bien être victime que source de nuisance, et parce que l’INRA est concerné par ce double aspect », il conçoit la Cellule Environnement comme un lieu de repérage des besoins et des compétences pour traiter de cette interaction.

### Enseignement
Il a enseigné à l’Université de Paris VI (DEA de neurosciences 1969-1987) et à l’Université de Paris Sud Orsay (C3 de psychophysiologie 1975-1990).

### Responsabilités administratives
Jacques Lecomte a présidé plusieurs conseils et comités liés à la protection de l'environnement : le Comité français du programme MAB de l’UNESCO, le Conseil Scientifique du Patrimoine Naturel et de la Biodiversité, le Comité Permanent du Conseil National de la Protection de la Nature, la Société Française pour l’Étude du Comportement Animal, le conseil scientifique et technique du Parc naturel régional Loire-Anjou-Touraine, le comité scientifique du barrage de Petit-Saut (EDF, Guyane), l’Office pour les insectes et leur environnement (OPIE).
Il a été administrateur du Parc national de la Guadeloupe, du Parc national des Cévennes et de l’Institut européen du développement durable.

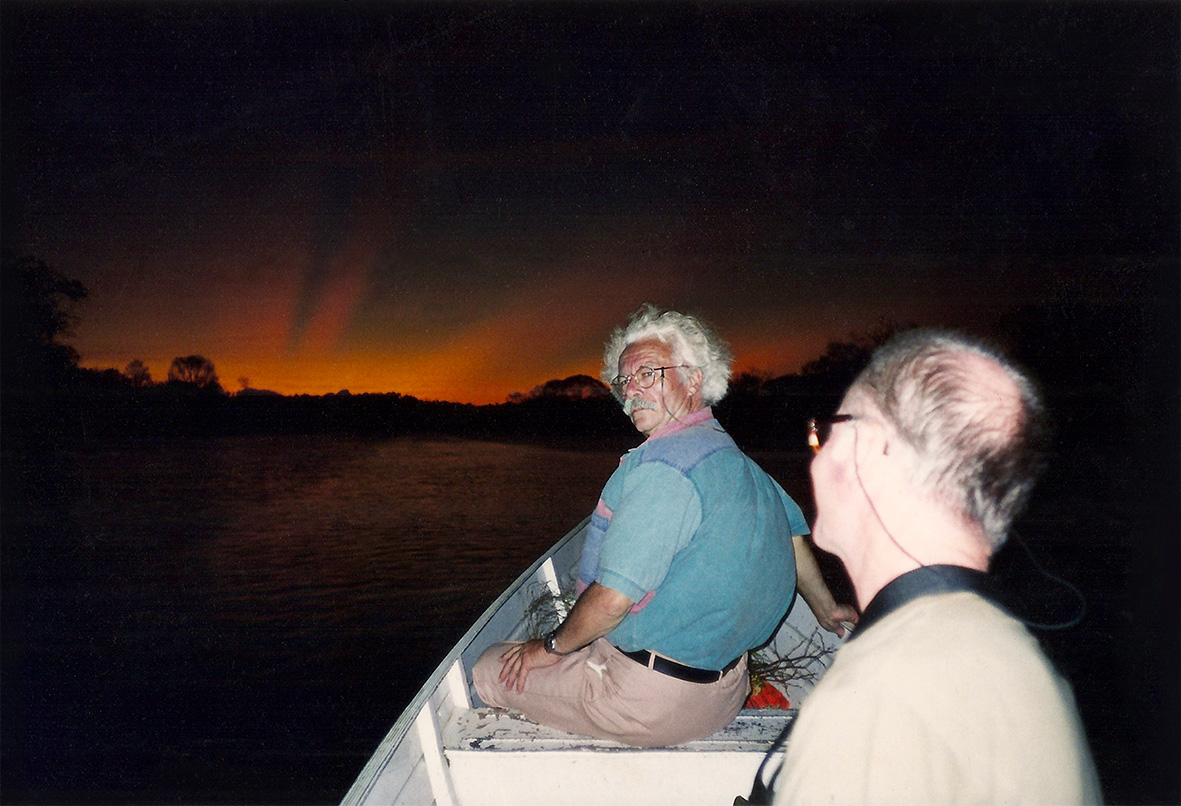
Guyane (en vue de la création du Parc National et d’une Réserve de biosphère), 1994.

Il a également été membre du Conseil de la Recherche Océanologique, du Conseil d’administration du Conseil Supérieur de la Pêche, du Conseil Supérieur de la chasse et de la faune sauvage, du conseil scientifique de L’INRA, du comité scientifique de l’estuaire de la Seine, du Comité scientifique du Conservatoire du littoral, du Comité éthologique international, de la commission supérieure des sites et Secrétaire général de l’Union Internationale pour l’Étude des Insectes Sociaux.

### Prix et distinctions
Ses compétences, ses succès et ses engagements au service de l’environnement, pour lequel il n’a jamais cessé d’œuvrer, lui ont valu d’être décoré Officier de la Légion d'honneur, Commandeur de l’Ordre national du Mérite, Commandeur de l’Ordre du Mérite agricole, Chevalier de l’Ordre des Palmes Académiques et d'être Lauréat du prix Nicolas-Missarel de l’Académie Française (1965).

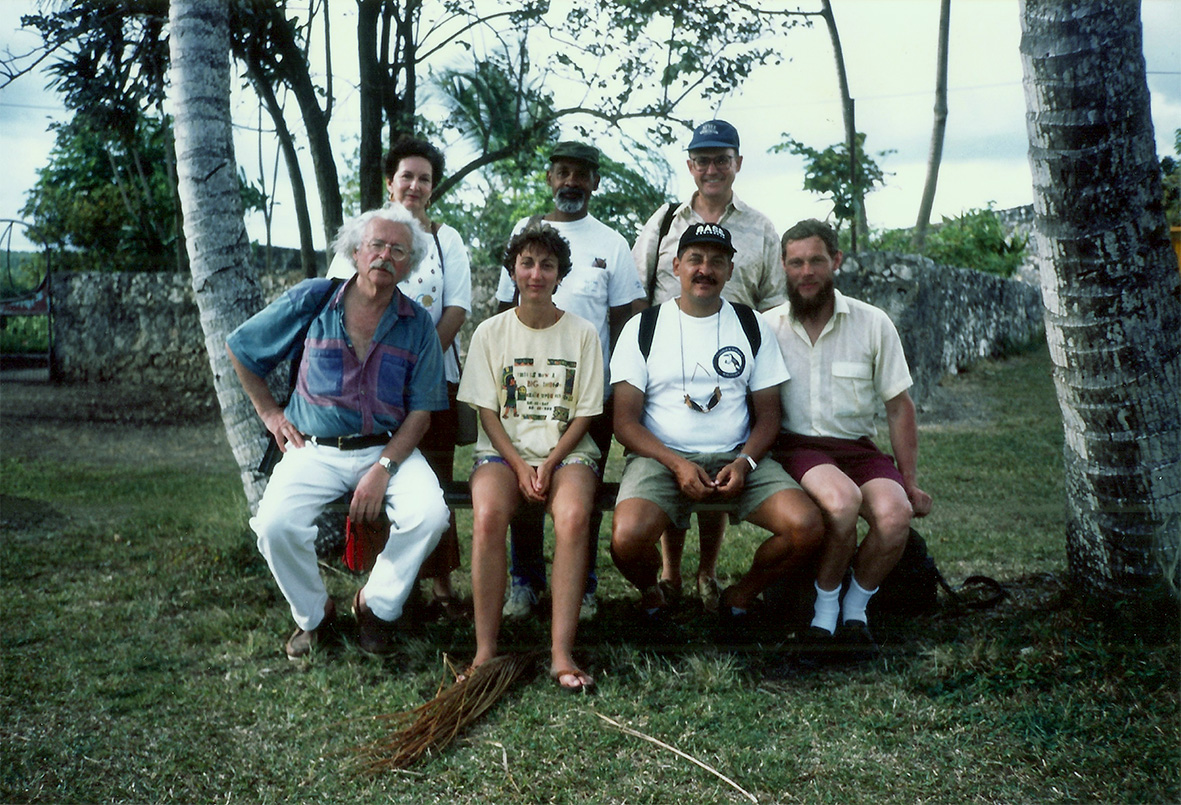
Marie-Galante (Antilles), 1996. Jacques Lecomte en bas à gauche.

## Contribution scientifique
Les recherches de Jacques Lecomte illustrent sa préoccupation d'une appréciation globale de l'environnement pour lutter contre la dégradation des diversités biologiques. Au début de sa carrière, il s’intéresse au comportement des insectes, puis aux problèmes posés par la pollinisation des plantes cultivées. Cela le conduit à mettre en évidence le rôle de la biodiversité dans l’équilibre et l’harmonie des milieux naturels et agricoles. Il en déduit que la protection de l’environnement est essentielle pour préserver la biodiversité: cet objectif devient la motivation essentielle de ses activités. Il dépassera même la notion de protection, en étant à l’initiative du programme du ministère de l’environnement « recréer la nature, réhabilitation, restauration et création d’écosystèmes ».
L’observation des animaux, depuis les insectes jusqu’aux espèces les plus évoluées, l’amène également à s’interroger sur ce qui différencie fondamentalement la pensée humaine de celle de l’animal.

### Contribution à l'éthologie des insectes sociaux
Quand Jacques Lecomte entre à l’INRA, dans le laboratoire de Remy Chauvin, il travaille sur le comportement animal, particulièrement celui des insectes sociaux. Il étudie ainsi le déterminisme de l’agressivité de l’abeille domestique, sujet de sa thèse d’État et s’intéresse aussi aux échanges de nourriture entre abeilles, fourmis ou bourdons, en utilisant des traceurs radioactifs. La même technique lui permet d’étudier le comportement des abeilles butineuses.
Il est l’un des fondateurs en 1968 de l'Office pour l’information entomologique, renommé par la suite Office pour les insectes et leur environnement (OPIE), dont il devient président puis président d’honneur.

### Contribution à la prise en compte de la pollinisation
Donnant ensuite une orientation plus agronomique à son travail, il est un des premiers Français à s’intéresser aux problèmes posés par la pollinisation des plantes cultivées.
On lui doit la mise en évidence de la fonction aujourd’hui qualifiée de service agro-éco-systémique de la pollinisation par les abeilles, fonction qui constitue une des trois dimensions de la biodiversité. Le monde a depuis quelques années pris conscience de la question des abeilles, ou plutôt des questions que pose leur évolution inquiétante : de 30 à 50 % des colonies disparaissent aux États-Unis, 30 % en Europe, avec de fortes disparités entre Est et Ouest de l’Europe. Il est aujourd’hui reconnu que les abeilles rendent à la nature et à l’humanité des services immenses, et d’abord celui de la pollinisation.
Consulté au sujet des difficultés rencontrées par des producteurs de semence de luzerne dans le Lauragais dont les rendements étaient devenus catastrophiques. Il constate alors que la faune des insectes pollinisateurs de la luzerne avait à peu près disparu. Au cours des années 1960, il lance avec quelques collaborateurs un programme visant à préserver les pollinisateurs. Le rendement, qui était de 1 quintal par hectare en production de graines de luzerne en 1959, a atteint environ 5 quintaux par hectare en 2008.

### Contribution à la protection de la biodiversité et de l'environnement
En 1981, Jacques Lecomte préconise la mise en place à l’INRA d’une « cellule environnement » qu’il préside à partir de 1985 jusqu’à sa retraite. L’INRA peut ainsi s’investir dans ce domaine, et Jacques Lecomte s’implique totalement dans des fonctions liées à la protection de la biodiversité et de l’environnement. Il préside le Comité Français du programme Man and Biosphère de l’Unesco (MAB), le Comité Permanent du Conseil National de la Protection de la Nature, et de nombreux comités et conseils ayant pour objectif la protection de la nature. Dans l’un de ses derniers ouvrages, Promenades naturelles (1990) il exprime au lecteur le plaisir pur d’observer la nature dans sa simplicité et sa diversité, et transmet cette envie irrésistible de la préserver, mais sans jamais oublier que l’homme fait partie de cette nature.

#### Recréer la nature
« Recréer la Nature », Espaces naturels no 1, janvier 2003.
Jacques Lecomte est à l’initiative du programme du Ministère de l’environnement « recréer la nature, réhabilitation, restauration et création d’écosystèmes », initié en 1996 et visant le développement des connaissances sur la biologie de la restauration: « ce que j’ai voulu, c’est montrer à quel point la liaison entre l’écologie fondamentale et la pratique de la restauration pouvait être délicate. Pourtant je suis certain que les théories et les applications doivent se rendre des services mutuels ».
Il a en outre contribué à la réflexion sur la notion de naturalité, qu'il définit comme un gradient de l'activité humaine dans une nature qui elle-même, d'après lui, « correspond à des fantasmes plus qu’à des définitions scientifiques. »

#### Réintroduction du Lynx
Le courrier de la cellule Environnement no 5, septembre 1988.
Au fait, combien ça coûte de réintroduire une espèce ?, Pierre Briançon, Géraldine Meignan et Audrey Siourd, juillet 1999, L'Express.

### La pensée non humaine
L’observation des animaux, de leur organisation sociale parfois très élaborée, de leurs manifestations incontestables d’intelligence, voire de sentiments ou de sens artistique interpelle rapidement Jacques Lecomte. Il compare le comportement des animaux et leur organisation à ceux de l’homme, s'interrogeant sur les différences fondamentales entre la pensée humaine et la pensée animale dans plusieurs de ses articles et ouvrages.

## Œuvres

### Ouvrages
- Jacques Lecomte : Hérédité et civilisation : voici l'homme, Tours : Mame, 1959.
- Jacques Lecomte : Les Animaux, Paris: Flammarion, 1961.
- Sous le nom de Jacques Graven : La pensée non humaine, Ed. de Retz, coll. "L'Enclyclopédie Planète", 1963. "L'apparition d'une nouvelle science", préface de Jacques Lecomte. (Traduit en espagnol :  El pensamiento no humano. Los misterios del psiquismo animal. Prologo de Jacques Lecomte. Ed. Plaza & Janés., Barcelona, 1972).  (EAN 0000000788427)
- Sous le nom de Jacques Graven : L’Homme et l’animal, Planète, Paris, 1964.
- Jacques Lecomte : L'administration chez les animaux, Paris: Hachette, 1964. (OCLC 723652931) - (Prix Nicolas Missarel de l'Académie française en 1965)
- Jacques Lecomte : (en) Animals in our world, Burns & Oates, 1966.
- Jacques Lecomte : L'Homme est-il un animal raté ? Paris: Hachette, 1969.
- Jacques Lecomte, Dorothée Koechlin-Schwartz ; avec la collaboration d'Hugues de Bonardi : Comment parler avec les animaux ; dessins de Bellette Lecomte, Dorothée Koechlin-Schwartz, Hugues de Bonardi. Paris : J.J. Pauvert , 1978.  (ISBN 2720201421)
- Jacques Lecomte : Promenades naturelles ; [ill. de Paulette Lecomte], Paris : R. Chabaud, 1990.  (ISBN 2877490149)
- Jacques Lecomte : L'eau : usages et conflits d'usages, Paris : Presses universitaires de France, 1998.  (ISBN 2130491103)

### Articles / Communication
- Jacques Lecomte : La protection du genre Maculinea, Insectes, no 144, 2007(1), p. 9-10.
- Jacques Lecomte : Surveiller et favoriser les bourdons, Insectes 7, no 140, 2006.
- Jacques Lecomte : La nature, singulière ou plurielle ? Connaître pour protéger, (avec la collaboration d'Annette Millet ; préface de Jean-Marc Michel) / Paris : INRA, 2006.
- Jacques Lecomte : Repères dans le paysage agricole français, Courrier de l'environnement de l'INRA, 2006, no 53, pp. 103–106.
- Jacques Lecomte : Comment intervenir ?, Les Dossiers de l'environnement de l'INRA, 2006, no 29, pp. 35–38.
- Jacques Lecomte : La biodiversité, Les Dossiers de l'environnement de l'INRA, 2006, no 29, pp. 9–14.
- Jacques Lecomte : La naturalité, Les Dossiers de l'environnement de l'INRA, 2006, no 29, pp. 19–22.
- Jacques Lecomte : La nature en ville, Les Dossiers de l'environnement de l'INRA, 2006, no 29, pp. 45–46.
- Jacques Lecomte : Et les espaces protégés ?, Les Dossiers de l'environnement de l'INRA,  2006, no 29, pp. 47–48.
- Jacques Lecomte : La nature ordinaire, Les Dossiers de l'environnement de l'INRA, 2006, no 29 pp. 39–44.
- Jacques Lecomte : La fonctionnalité, Les Dossiers de l'environnement de l'INRA, 2006, no 29  pp. 15–18.
- Jacques Lecomte : Les milieux, des espèces aux espaces, Les Dossiers de l'environnement de l'INRA, 2006, no 29, pp. 23–28.
- Jacques Lecomte : À la recherche de la nature, Le Courrier de l'Environnement no 45, février 2002.
- Jacques Lecomte : Nature conservation: from concepts to action, Les Dossiers de l'environnement de l'INRA 2002, no 22, pp. 61–74.
- Jacques Lecomte : Conservation de la nature : des concepts à l'action, Le Courrier de l'Environnement no 43, mai 2001, p. 59-73.
- Jacques Lecomte : Les conditions d'une réintroduction, Le courrier de la Nature, no 182, janvier 2000.
- Jacques Lecomte : Réflexions sur la naturalité, Le Courrier de l'Environnement no 37, août 1999.
- Frédéric Bioret, Catherine Cibien, Jean-Claude Génot, Jacques Lecomte : Méthode d’élaboration de guide d’aide à la gestion pour les réserves de biosphère : application aux réserves de biosphère françaises. Dossier MAB 19, Paris : Unesco, 1998.
- Jacques Lecomte : Nouveau regard sur la gestion des espaces naturels protégés, Le Courrier de l'Environnement no 25, 1995.
- Jacques Lecomte : Restauration, réhabilitation et création d'écosystèmes / "Restoration, rehabilitation and establishment of ecosystems", Rapport 1994.
- Jacques Lecomte : Où sont nos mers d'Aral ?, Courrier de l'Environnement no 11, 1990.
- Jacques Lecomte, Martine Bigan et Véronique Barre (sous la dir. de) : Réintroductions et renforcements de populations animales en France, Paris : Société Nationale de Protection de la Nature et d'Acclimation de France, 1990.
- Jacques Lecomte: Ils ne sont que des gêneurs, Insectes no 73, 1989 (éditorial).
- Jacques Lecomte : Introduire, réintroduire, voilà la question, Le Courrier de l'Environnement no 6, janvier 1989.
- Jacques Lecomte: Protection et gestion des espaces naturels en France, Le Courrier de l'Environnement no 5, 1988, p. 4-11.
- Jacques Lecomte : La carpe chinoise, presque un animal de basse-cour, Sciences et vie, no 759, 1980.
- Jacques Lecomte : Les signaux d'alarme, Le Monde Diplomatique, mars 1974.
- Jacques Lecomte : Nos associés les insectes, Sciences et vie, no 655, 1972.
- Jacques Lecomte : La pollinisation et les insectes pollinisateurs, INRA, 1969.
- Jacques Lecomte : Jeux des animaux, Jeux et sports, Encyclopédie de la Pléiade, sous la direction de Roger Caillois, 1967.
- Rémy Chauvin, Jacques Lecomte : Échanges protidiques entre fourmilières de Formica polyctena, mesurés à l'aide de radio-isotopes, Insectes Sociaux, 1966, Volume 13, issue 1, p. 1-4.
- Rémy Chauvin, Jacques Lecomte : Évolution des échanges entre différentes colonies-filles de Formica polyctena mesurée à l'aide des radio-isotopes, Insectes Sociaux, 1965, Volume 12, issue 3, p. 197-199.
- Rémy Chauvin, Jacques Lecomte : Sur les échanges du «deuxième degré» entre colonies filles de Formica polyctena étudiés au moyen des radio-isotopes, Insectes Sociaux, 1964, Volume 11, Issue 2, p. 97-104.
- Jacques Lecomte : Observations sur la pollinisation du tournesol (Helianthus annuus L.), Ann. Abeille 5 (1) 1962: 69-73.
- Jacques Lecomte : Techniques d'étude des populations d'insectes pollinisateurs, Les Annales de l'Abeille 5 (3), 1962, p. 201-213.
- Jacques Lecomte : Les singes sont-ils presque des hommes ?, Planète no 6, 1962.
- Jacques Lecomte : Le comportement agressif des ouvrières d'Apis mellifica ; Thèse sc. nat. Université de Paris / Paris : Inst. National de la recherche agronomique, 1961.
- Rémy Chauvin, Guy Courtois, Jacques Lecomte : Sur la transmission d'isotopes radioactifs entre deux fourmilières d'espèces différentes (Formica rufa et Formica polyctena), Insectes Sociaux, 1961, Volume 8, Issue 2, p. 99-107.
- Rémy Chauvin, Jacques Lecomte, Maurice Vuillaume : Les abeilles, Conférences du Palais de la découverte, mai 1961. Édition : 1962 Paris Palais de la découverte.
- Jacques Lecomte : Relation entre le caractère insolite d'une situation et la variabilité des comportements, Psychologie française, tome V, no 1, février 1960.
- Jacques Lecomte : Le comportement des faux-bourdons, La Gazette apicole, no 636, 1960.
- Jacques Lecomte : Que savons-nous du comportement des faux-bourdons ?, Les Annales de l'Abeille, I, 1958, p. 31-38.
- Jacques Lecomte : Le monde des insectes, Sciences et vie, no 494, 1958.
- Rémy Chauvin, Jacques Lecomte, P. B. Richard et al. : Le psychisme animal découvertes scientifiques, réflexions philosophiques, Lyon : Facultés catholiques de Lyon, Laboratoire de zoologie et biologie , 1956.
- Jacques Lecomte : Nouvelles recherches sur l'interattraction chez Apis mellifica L., Insectes Sociaux, 1956, Volume 3, Issue 1, p. 195-198.
- Jacques Lecomte : Un fauve de la petite jungle, la mante religieuse, Science et Vie, no 467, août 1956.
- Michel Delsol, Jacques Lecomte, Albert Gelin... et al. : Regards sur l'évolution du monde vivant, Lyon : Facultés catholiques de Lyon, Laboratoire de zoologie et biologie , 1956.
- Rémy Chauvin, Jacques Lecomte : Insecticides et protection des abeilles, l'Apiculteur, sept-oct.-novembre 1955.
- Jacques Lecomte : Que faut-il penser de la gelée royale ?, La Gazette apicole no 570, 1954.
- Jacques Lecomte : Essai d'une analyse causale du comportement agressif des ouvrières d'abeilles (Apis mellifica), Insectes Sociaux, 1954, Volume 1, Issue 1, p. 49-57.
- Jacques Lecomte : Relation entre l'âge et l'agressivité, Gazette apicole, no 570, 1954.
- Jacques Lecomte : Sur le déterminisme de la formation de la grappe chez les abeilles, Zeitschrift für vergleichende Physiologie, 1950, Volume 32, Issue 5, p. 499-506.
- Jacques Lecomte : Les animaux calculateurs, Science et Vie, no 382, 1949.

### Préfaces
- Jacques Lecomte : Préface à : Jean-Henri Fabre, Souvenirs entomologiques, éd. du Layet, éd. d'Aujourd'hui, 1979, in-8 brochés, collection Les Introuvables.
- Jacques Lecomte : Préface à : Le Vercors : la recherche dans la nature, coordination Guy Chatain, éd. Parc naturel régional du Vercors, 1991.
- Jacques Lecomte : Préface à Les oiseaux de l'île de Parnay sur la Loire, V. Leray ; dessins F. Moreau, Angers : LPO Anjou, 1993.